# Колесо времени (телесериал)
«Колесо времени» (англ. The Wheel of Time) — американский телесериал по мотивам цикла «Колесо Времени» Роберта Джордана. Премьера состоялась 19 ноября 2021 года на стриминговой платформе Amazon Prime Video.
В мае 2021 года, ещё до премьеры первого сезона, сериал был продлён на второй сезон, премьера которого состоялась 1 сентября 2023 года. В июле 2022 года сериал был продлён на третий сезон, который вышел в марте 2025 года. В мае 2025 года сериал был закрыт.

## Сюжет
Сюжет основан на цикле «Колесо Времени» Роберта Джордана и повествует о простых юношах из небольшой деревни — Эмондова Луга, расположенного в Двуречье — Ранде, Перрине и Мэте, на которых начинает охотиться Тёмный и его приспешники. К их путешествию присоединяются таинственный менестрель Том Меррилин, не доверяющий силам Айз Седай, Мудрая из этой же деревни — Найнив и её ученица, возлюбленная Ранда — Эгвейн. Морейн Дамодред, член женского ордена «Айз Седай» отправляется вместе с ребятами в путешествие для того, чтобы оберегать их и сопровождать в единственное безопасное место — Тар Валон.

## В ролях
- Розамунд Пайк — Морейн Дамодред[7]
- Йоса Страдовски[англ.] — Ранд ал’Тор[8]
- Маркус Ратерфорд — Перрин Айбара[8]
- Зои Робинс — Найнив ал’Мира[8]
- Барни Харрис — Мэт Коутон[8]
- Маделейн Мэдден[англ.] — Эгвейн ал’Вир[8]
- Дэниел Хенни — Лан Мандрагоран[9]
- Майкл Макэлхаттон — Тэм ал’Тор[10]
- Альваро Морте — Логайн Аблар[11]
- Хаммед Анимашон — Лойал[11]
- Александр Виллауме — Том Меррилин[11]
- Йохан Майерс — Падан Фейн[11]
- Дженнифер Чеон Гарсия — Лиане Шариф[12]
- Мария Дойл-Кеннеди — Илла[12]
- Дэрил Маккормак — Арам[12]
- Нариндер Самра — Раен[12]
- Приянка Бозе[англ.] — Аланна Мосвани[12]
- Эмманьюэл Имани — Ихвон[12]
- Тейлор Нейпир — Максим[12]
- Кейт Флитвуд — Лиандрин[13]
- Кристофер Сиуреф — Абелл Коутон[12]
- Джулиет Хауленд — Натти Коутон[12]
- Манди Саймондс — Дейз Конгар[12]
- Лолита Чакрабарти[англ.] — Марин ал’Вир[12]
- Майкл Туахин — Бран ал'Вир[12]
- Дэвид Стерн — Кенн Буйе[12]
- Абдул Салис[англ.] — Эамон Валда[14]
- Стюарт Грэм[англ.] — Джефрам Борнхальд[14]
- Каэ Александр — Мин Фаршав[13]
- Софи Оконедо — Суан Санчей[13]
- Клэр Перкинс — Керене Нагаши[13]
- Петер Францен — Степин[13]
- Паша Бокари — мастер Гринуэлл[14]
- Дженнифер К. Престон — миссис Гринуэлл[14]
- Даррен Кларк — Базел Гилл[14]
- Фарес Фарес — Темный, Ишамаэль

## Список эпизодов
| Сезон | Серии | Серии | Даты показа     | Даты показа     |
| Сезон | Серии | Серии | Первая серия    | Последняя серия |
| ----- | ----- | ----- | --------------- | --------------- |
| 1     | 8     | 8     | 19 ноября 2021  | 24 декабря 2021 |
| 2     | 8     | 8     | 1 сентября 2023 | 5 октября 2023  |
| 3     | 8     | 8     | 13 марта 2025   | 17 апреля 2025  |

### Сезон 1 (2021)
| № общий | № в сезоне | Название                                    | Режиссёр        | Автор сценария                  | Дата премьеры   |
| ------- | ---------- | ------------------------------------------- | --------------- | ------------------------------- | --------------- |
| 1       | 1          | «Прощание» «Leavetaking»                    | Ута Бризевиц    | Рейф Джадкинс                   | 19 ноября 2021  |
| 2       | 2          | «Ожидание тени» «Shadow's Waiting»          | Ута Бризевиц    | Аманда Шуман                    | 19 ноября 2021  |
| 3       | 3          | «Безопасное место» «A Place of Safety»      | Уэйн Йип        | Близнецы Кларксон               | 19 ноября 2021  |
| 4       | 4          | «Дракон возрождённый» «The Dragon Reborn»   | Уэйн Йип        | Дейв Хилл                       | 26 ноября 2021  |
| 5       | 5          | «Кровь зовёт кровь» «Blood Calls Blood»     | Салли Ричардсон | Селин Сон                       | 3 декабря 2021  |
| 6       | 6          | «Пламя Тар Валона» «The Flame of Tar Valon» | Салли Ричардсон | Джастин Джуэл Гиллмер           | 10 декабря 2021 |
| 7       | 7          | «Тьма в Путях» «The Dark Along the Ways»    | Киран Доннелли  | Аманда Шуман, Кейтерин Маккенна | 17 декабря 2021 |
| 8       | 8          | «Око Мира» «The Eye of the World»           | Киран Доннелли  | Рейф Джадкинс                   | 24 декабря 2021 |

### Сезон 2 (2023)
| № общий | № в сезоне | Название                                      | Режиссёр     | Автор сценария           | Дата премьеры    |
| ------- | ---------- | --------------------------------------------- | ------------ | ------------------------ | ---------------- |
| 9       | 1          | «Вкус одиночества» «A Taste Of Solitude»      | Томас Нэппер | Аманда Кейт Шуман        | 1 сентября 2023  |
| 10      | 2          | «Чужаки и друзья» «Strangers and Friends»     | Томас Нэппер | Кэтерин Б. Маккенна      | 1 сентября 2023  |
| 11      | 3          | «Что может быть» «What Might Be»              | Санаа Хамри  | Джон Маккатчон           | 1 сентября 2023  |
| 12      | 4          | «Дочь ночи» «Daughter of the Night»           | Санаа Хамри  | Дейв Хилл                | 8 сентября 2023  |
| 13      | 5          | «Дамани» «Damane»                             | Майя Врвило  | Рохит Кумар              | 15 сентября 2023 |
| 14      | 6          | «Безжалостные глаза» «Eyes Without Pity»      | Майя Врвило  | Рамми Парк               | 22 сентября 2023 |
| 15      | 7          | «Даэс Дей'Мар» «Daes Dae'mar»                 | Санаа Хамри  | Джастин Джуэл Гиллмер    | 29 сентября 2023 |
| 16      | 8          | «Что должно было быть» «What Was Meant to Be» | Санаа Хамри  | Раф Джадкинс, Тимоти Эрл | 6 октября 2023   |

### Сезон 3 (2025)
| № общий | № в сезоне | Название                                                     | Режиссёр        | Автор сценария        | Дата премьеры  |
| ------- | ---------- | ------------------------------------------------------------ | --------------- | --------------------- | -------------- |
| 17      | 1          | «Наперегонки с тенью» «To Race the Shadow»                   | Киаран Доннелли | Джастин Джуэл Гиллмер | 13 марта 2025  |
| 18      | 2          | «Разногласия о красном платье» «A Question of Crimson»       | Киаран Доннелли | Кэтерин Б. Маккенна   | 13 марта 2025  |
| 19      | 3          | «Семена Тени» «Seeds of Shadow»                              | Томас Нэппер    | Беверли Окхайо        | 13 марта 2025  |
| 20      | 4          | «Дорога к копью» «The Road to the Spear»                     | Томас Нэппер    | Джейф Радкинс         | 20 марта 2025  |
| 21      | 5          | «Тел’аран’риод» «Tel'aran'rhiod»                             | Марта Каннингем | Эджоук Айбиронк       | 27 марта 2025  |
| 22      | 6          | «Тень в ночи» «The Shadow in the Night»                      | Марта Каннингем | Рэмми Парк            | 3 апреля 2025  |
| 23      | 7          | «Златоокий» «Goldeneyes»                                     | Киаран Доннелли | Дейв Хилл             | 10 апреля 2025 |
| 24      | 8          | «Тот, кто приходит с рассветом» «He Who Comes with the Dawn» | Киаран Доннелли | Джастин Джуэл Гиллмер | 17 апреля 2025 |

## Производство
В 2004 году Роберт Джордан продал права на экранизацию цикла своих произведений «Колесо Времени» компании Red Eagle Entertainment.
20 апреля 2017 года было объявлено, что компания Sony Pictures Television занимается адаптацией серии книг «Колесо времени» в сотрудничестве с Red Eagle Entertainment и Radar Pictures. Шоураннером и исполнительным продюсером был назначен Рейф Джадкинс, в команду к которому вошли Рик Селвидж, Ларри Мондрэгон, Тед Филд, Майк Уэбер и Даррен Лемке. Вдова Роберта Джордана, Харриет Макдугал, станет продюсером-консультантом сериала.
2 октября 2018 года было объявлено, что компания Amazon запустила сериал в разработку. Производством занимается подразделение Amazon Studios.
Режиссёром первых двух эпизодов стала Ута Бризевиц.

### Подбор актёров
В июне 2019 года стало известно о том, что главную роль в сериале исполнит Розамунд Пайк.

### Съёмки
Съёмки первого сезона начались 16 сентября 2019 года. В марте 2020 года съемки в Праге были остановлены из-за пандемии COVID-19. К апрелю 2021 года съёмки эпизодов первого сезона возобновились, а в мае 2021 года были завершены.
19 июля 2021 года начались съёмки второго сезона.

## Оценки критиков
На сайте Rotten Tomatoes сериал имеет «свежий» рейтинг 82 % на основании 90 рецензий критиков со средним баллом 7,0 из 10.
На сайте Metacritic рейтинг сериала составляет 55 баллов из 100 возможных на основании на 24 рецензий критиков, что означает «средние или смешанные отзывы».